# 2015年の日本シリーズ
2015年の日本シリーズ（2015ねんのにっぽんシリーズ、2015ねんのにほんシリーズ）は、2015年（平成27年）10月24日から10月29日まで開催された東京ヤクルトスワローズ（以下、ヤクルト）と福岡ソフトバンクホークス（以下、ソフトバンク）による第66回日本選手権シリーズである。

## 概要
前回大会に引き続き、NPBパートナーの三井住友フィナンシャルグループ（三井住友銀行、SMBC）を冠スポンサーに迎え「SMBC日本シリーズ2015」として開催された。
日本シリーズでは2年ぶりにレギュラーシーズンにおけるリーグ優勝チーム同士の対戦となる、福岡ソフトバンクホークスと東京ヤクルトスワローズとの対戦。
ソフトバンクとヤクルトの日本シリーズは前身球団時代を含め初めての対戦となった。また両チーム名が鳥の名前同士であるのも初。ともに前身を過去に阪和線を運営していた鉄道事業者（日本国有鉄道・南海電気鉄道）が運営していたチーム同士の組み合わせとなった（阪和電気鉄道、阪和線#歴史を参照）。
またソフトバンク、ヤクルト共に当時新橋に親会社の本社があった。(ソフトバンクはその後、本社を新橋から竹芝に移転)。
工藤公康（ソフトバンク）・真中満（ヤクルト）の両軍監督はともに就任1年目の新人監督であり、2004年（西武ライオンズ・伊東勤VS中日ドラゴンズ・落合博満）以来11年ぶり4回目の新人監督同士の対戦。なお、勝利した福岡ソフトバンクの工藤監督は、シリーズ史上10人目となる新人監督でのシリーズ制覇となる。
なお、今大会は監督会議で工藤監督が予告先発を提案したが、真中監督が拒否し合意が成立しなかったため、予告先発は行われなかった。
ソフトバンクがヤクルトを4勝1敗で退け日本一を決め、2年連続7回目のシリーズ制覇を果たした。なお日本シリーズ連覇は1990年、1991年、1992年に3連覇した西武ライオンズ以来5球団目で、ソフトバンクとしては前身の南海、ダイエー時代を含めて球団史上初となる日本一連覇の栄冠を手にした。また2年連続日本一を異なる監督で達成したのは史上初であった（前年の福岡ソフトバンク監督は秋山幸二）。
一方、ヤクルトはセ・リーグでは1976年の読売ジャイアンツ以来39年ぶりに前年最下位からリーグ優勝を果たし、日本シリーズに進出した。日本プロ野球で前年最下位だった球団がリーグ優勝を果たして日本シリーズに進出するのは5球団目。前年最下位だった球団の日本一となれば1960年の大洋以来55年ぶり2度目の快挙であったが、成し遂げることはできなかった
行われた5試合全てにおいて、先制したチームが勝利した。試合途中の逆転は第3戦のみだった。

### 試合日程
- 第1戦 - 10月24日 福岡 ヤフオク!ドーム（18時30分試合開始）
- 第2戦 - 10月25日 福岡 ヤフオク!ドーム（18時30分試合開始）
- 第3戦 - 10月27日 明治神宮野球場（18時15分試合開始）
- 第4戦 - 10月28日 明治神宮野球場（18時15分試合開始）
- 第5戦 - 10月29日 明治神宮野球場（18時15分試合開始）

※なお、第6・7戦は、それぞれ10月31日と11月1日の18時30分から福岡ヤフオク!ドームで開催する予定だった。
パ・リーグのホームゲーム（第1・2戦）では指名打者（DH）制度が採用された。

### クライマックスシリーズからの勝ち上がり表
|  | CS1st                  | CS1st |                                                         |       | CSファイナル         | CSファイナル |                          |       | 日本選手権シリーズ | 日本選手権シリーズ |
|  |                        |       |                                                         |       |                      |              |                          |       |                    |                    |
|  |                        |       |                                                         |       |                      |              |                          |       |                    |                    |
|  |                        |       |                                                         |       |                      |              |                          |       |                    |                    |
|  |                        |       |                                                         |       |                      |              |                          |       |                    |                    |
|  |                        |       | （6戦4勝制＜含・アドバンテージ1＞） 明治神宮野球場      |       |                      |              |                          |       |                    |                    |
|  |                        |       |                                                         |       |                      |              |                          |       |                    |                    |
|  | ヤクルト（セ優勝）     | ☆●○○○ |                                                         |       |                      |              |                          |       |                    |                    |
|  | ヤクルト（セ優勝）     | ☆●○○○ | （3戦2勝制） 東京ドーム                                 |       |                      |              |                          |       |                    |                    |
|  |                        |       | 巨人（セ1st勝者）                                       | ★○●●● |                      |              |                          |       |                    |                    |
|  | 巨人（セ2位）          | ○●○   | 巨人（セ1st勝者）                                       | ★○●●● |                      |              |                          |       |                    |                    |
|  | 巨人（セ2位）          | ○●○   | （7戦4勝制） 明治神宮野球場 福岡ヤフオク!ドーム         |       |                      |              |                          |       |                    |                    |
|  | 阪神（セ3位）          | ●○●   |                                                         |       |                      |              |                          |       |                    |                    |
|  | 阪神（セ3位）          | ●○●   |                                                         |       | ヤクルト（セCS優勝） | ●●○●●        |                          |       |                    |                    |
|  |                        |       |                                                         |       | ヤクルト（セCS優勝） | ●●○●●        |                          |       |                    |                    |
|  |                        |       |                                                         |       |                      |              | ソフトバンク（パCS優勝） | ○○●○○ |                    |                    |
|  |                        |       |                                                         |       |                      |              | ソフトバンク（パCS優勝） | ○○●○○ |                    |                    |
|  |                        |       | （6戦4勝制＜含・アドバンテージ1＞） 福岡ヤフオク!ドーム |       |                      |              |                          |       |                    |                    |
|  |                        |       |                                                         |       |                      |              |                          |       |                    |                    |
|  | ソフトバンク（パ優勝） | ☆○○○  |                                                         |       |                      |              |                          |       |                    |                    |
|  | ソフトバンク（パ優勝） | ☆○○○  | （3戦2勝制） 札幌ドーム                                 |       |                      |              |                          |       |                    |                    |
|  |                        |       | ロッテ（パ1st勝者）                                     | ★●●●  |                      |              |                          |       |                    |                    |
|  | 日本ハム（パ2位）      | ●○●   | ロッテ（パ1st勝者）                                     | ★●●●  |                      |              |                          |       |                    |                    |
|  | 日本ハム（パ2位）      | ●○●   |                                                         |       |                      |              |                          |       |                    |                    |
|  | ロッテ（パ3位）        | ○●○   |                                                         |       |                      |              |                          |       |                    |                    |
|  | ロッテ（パ3位）        | ○●○   |                                                         |       |                      |              |                          |       |                    |                    |

☆・★=クライマックスシリーズ・ファイナルのアドバンテージ1勝・1敗分

## 出場資格者
| 福岡ソフトバンクホークス | 福岡ソフトバンクホークス | 福岡ソフトバンクホークス |
| ------------------------ | ------------------------ | ------------------------ |
| 監督                     | 81                       | 工藤公康                 |
| コーチ                   | 70                       | 佐藤義則(投手チーフ)     |
| コーチ                   | 77                       | 吉井理人(投手)           |
| コーチ                   | 71                       | 藤井康雄(打撃チーフ)     |
| コーチ                   | 75                       | 大道典良(打撃)           |
| コーチ                   | 88                       | 鳥越裕介(内野守備走塁)   |
| コーチ                   | 78                       | 飯田哲也(外野守備走塁)   |
| コーチ                   | 85                       | 的山哲也(バッテリー)     |
| コーチ                   | 80                       | 水上善雄(二軍監督)       |
| コーチ                   | 82                       | 田之上慶三郎(二軍投手)   |
| コーチ                   | 76                       | 藤本博史(二軍打撃)       |
| 投手                     | 11                       | 中田賢一                 |
| 投手                     | 13                       | 二保旭                   |
| 投手                     | 16                       | 東浜巨                   |
| 投手                     | 19                       | 森福允彦                 |
| 投手                     | 20                       | 寺原隼人                 |
| 投手                     | 21                       | 岩嵜翔                   |
| 投手                     | 30                       | 武田翔太                 |
| 投手                     | 38                       | 森唯斗                   |
| 投手                     | 41                       | 千賀滉大                 |
| 投手                     | 42                       | 飯田優也                 |
| 投手                     | 44                       | リック・バンデンハーク   |
| 投手                     | 50                       | 攝津正                   |
| 投手                     | 53                       | 五十嵐亮太               |
| 投手                     | 54                       | 柳瀬明宏                 |
| 投手                     | 55                       | ジェイソン・スタンリッジ |
| 投手                     | 57                       | 嘉弥真新也               |
| 投手                     | 58                       | デニス・サファテ         |
| 投手                     | 65                       | エディソン・バリオス     |
| 捕手                     | 8                        | 鶴岡慎也                 |
| 捕手                     | 12                       | 髙谷裕亮                 |
| 捕手                     | 27                       | 細川亨                   |
| 捕手                     | 62                       | 拓也                     |
| 内野手                   | 0                        | 高田知季                 |
| 内野手                   | 2                        | 今宮健太                 |
| 内野手                   | 4                        | 金子圭輔                 |
| 内野手                   | 5                        | 松田宣浩                 |
| 内野手                   | 10                       | 李大浩                   |
| 内野手                   | 35                       | 川島慶三                 |
| 内野手                   | 36                       | 明石健志                 |
| 内野手                   | 46                       | 本多雄一                 |
| 内野手                   | 69                       | 牧原大成                 |
| 内野手                   | 95                       | バーバロ・カニザレス     |
| 外野手                   | 1                        | 内川聖一                 |
| 外野手                   | 6                        | 吉村裕基                 |
| 外野手                   | 7                        | 中村晃                   |
| 外野手                   | 9                        | 柳田悠岐                 |
| 外野手                   | 24                       | 長谷川勇也               |
| 外野手                   | 37                       | 福田秀平                 |
| 外野手                   | 43                       | 江川智晃                 |
| 外野手                   | 51                       | 上林誠知                 |

| 東京ヤクルトスワローズ | 東京ヤクルトスワローズ | 東京ヤクルトスワローズ       |
| ---------------------- | ---------------------- | ---------------------------- |
| 監督                   | 77                     | 真中満                       |
| コーチ                 | 88                     | 三木肇(作戦兼内野守備走塁)   |
| コーチ                 | 99                     | 高津臣吾(投手)               |
| コーチ                 | 84                     | 伊藤智仁(投手)               |
| コーチ                 | 74                     | 杉村繁(チーフ打撃)           |
| コーチ                 | 76                     | 宮出隆自(打撃)               |
| コーチ                 | 73                     | 福地寿樹(外野守備走塁)       |
| コーチ                 | 78                     | 野村克則(バッテリー)         |
| 投手                   | 12                     | 石山泰稚                     |
| 投手                   | 14                     | 秋吉亮                       |
| 投手                   | 18                     | 杉浦稔大                     |
| 投手                   | 19                     | 石川雅規                     |
| 投手                   | 21                     | 松岡健一                     |
| 投手                   | 25                     | 館山昌平                     |
| 投手                   | 26                     | 久古健太郎                   |
| 投手                   | 29                     | 小川泰弘                     |
| 投手                   | 34                     | トニー・バーネット           |
| 投手                   | 40                     | 古野正人                     |
| 投手                   | 53                     | オーランド・ロマン           |
| 投手                   | 54                     | 中澤雅人                     |
| 投手                   | 58                     | ローガン・オンドルーセック   |
| 投手                   | 62                     | 徳山武陽                     |
| 投手                   | 66                     | 新垣渚                       |
| 投手                   | 68                     | 山中浩史                     |
| 捕手                   | 28                     | 田中雅彦                     |
| 捕手                   | 30                     | 西田明央                     |
| 捕手                   | 51                     | 藤井亮太                     |
| 捕手                   | 52                     | 中村悠平                     |
| 捕手                   | 63                     | 井野卓                       |
| 内野手                 | 2                      | 大引啓次                     |
| 内野手                 | 5                      | 川端慎吾                     |
| 内野手                 | 7                      | 田中浩康                     |
| 内野手                 | 8                      | 武内晋一                     |
| 内野手                 | 10                     | 森岡良介                     |
| 内野手                 | 23                     | 山田哲人                     |
| 内野手                 | 24                     | 荒木貴裕                     |
| 内野手                 | 33                     | 畠山和洋                     |
| 内野手                 | 46                     | 谷内亮太                     |
| 内野手                 | 59                     | 今浪隆博                     |
| 内野手                 | 60                     | 三輪正義                     |
| 外野手                 | 0                      | 比屋根渉                     |
| 外野手                 | 4                      | ウラディミール・バレンティン |
| 外野手                 | 9                      | 飯原誉士                     |
| 外野手                 | 31                     | 松元ユウイチ                 |
| 外野手                 | 41                     | 雄平                         |
| 外野手                 | 50                     | 上田剛史                     |
| 外野手                 | 71                     | ミッチ・デニング             |
| 外野手                 | 85                     | ラスティングス・ミレッジ     |

## 試合結果
| 日付                                           | 試合   | ビジター球団（先攻）     | スコア | ホーム球団（後攻）       | 開催球場            |
| ---------------------------------------------- | ------ | ------------------------ | ------ | ------------------------ | ------------------- |
| 10月24日（土）                                 | 第1戦  | 東京ヤクルトスワローズ   | 2 - 4  | 福岡ソフトバンクホークス | 福岡ヤフオク!ドーム |
| 10月25日（日）                                 | 第2戦  | 東京ヤクルトスワローズ   | 0 - 4  | 福岡ソフトバンクホークス | 福岡ヤフオク!ドーム |
| 10月26日（月）                                 | 移動日 | 移動日                   | 移動日 | 移動日                   | 移動日              |
| 10月27日（火）                                 | 第3戦  | 福岡ソフトバンクホークス | 4 - 8  | 東京ヤクルトスワローズ   | 明治神宮野球場      |
| 10月28日（水）                                 | 第4戦  | 福岡ソフトバンクホークス | 6 - 4  | 東京ヤクルトスワローズ   | 明治神宮野球場      |
| 10月29日（木）                                 | 第5戦  | 福岡ソフトバンクホークス | 5 - 0  | 東京ヤクルトスワローズ   | 明治神宮野球場      |
| 優勝：福岡ソフトバンクホークス（2年連続7回目） |        |                          |        |                          |                     |

### 第1戦
○ソフトバンク 4 - 2 ヤクルト●（福岡ヤフオク!ドーム）
- 国歌独唱：榛葉昌寛（テノール歌手）
- 始球式：五郎丸歩（ジャパンラグビートップリーグ・ヤマハ発動機ジュビロ所属、ラグビーワールドカップ2015日本代表[12]）

|              | 1 | 2 | 3 | 4 | 5 | 6 | 7 | 8 | 9 | R | H  | E |
| ------------ | - | - | - | - | - | - | - | - | - | - | -- | - |
| ヤクルト     | 0 | 0 | 0 | 0 | 0 | 0 | 0 | 0 | 2 | 2 | 4  | 0 |
| ソフトバンク | 0 | 0 | 0 | 3 | 0 | 1 | 0 | 0 | X | 4 | 15 | 1 |

1. 勝利：武田（1勝）
2. 敗戦：石川（1敗）
3. 本塁打
ヤ：畠山1号（9回表2ラン）
ソ：松田1号（4回裏ソロ）
4. 審判
［球審］笠原
［塁審］一塁: 木内、二塁: 佐々木、三塁: 丹波
［外審］左翼: 佐藤、右翼: 有隅
5. 試合時間: 3時間4分  観客: 35732人

- 先発オーダー

| ヤクルト | ヤクルト | ヤクルト     |
| 打順     | 守備     | 選手         |
| -------- | -------- | ------------ |
| 1        | [左]     | 比屋根       |
| 2        | [三]     | 川端         |
| 3        | [二]     | 山田         |
| 4        | [一]     | 畠山         |
| 5        | [右]     | 雄平         |
| 6        | [指]     | バレンティン |
| 7        | [遊]     | 大引         |
| 8        | [中]     | 上田         |
| 9        | [捕]     | 中村         |

| ソフトバンク | ソフトバンク | ソフトバンク |
| 打順         | 守備         | 選手         |
| ------------ | ------------ | ------------ |
| 1            | [左]         | 川島         |
| 2            | [二]         | 明石         |
| 3            | [中]         | 柳田         |
| 4            | [指]         | 李大浩       |
| 5            | [三]         | 松田         |
| 6            | [右]         | 中村         |
| 7            | [一]         | 吉村         |
| 8            | [遊]         | 今宮         |
| 9            | [捕]         | 髙谷         |

公式記録関係（NPB日本野球機構公式サイト内）
2年ぶりにリーグ優勝チーム同士の顔合わせとなった今シリーズの第1戦はソフトバンクは武田、ヤクルトは石川の先発で始まった。両チームの先発投手の好投で3回までは0－0だったが4回裏にソフトバンクが1死後、松田のシリーズ初本塁打で1点を取り、2死1.3塁となってから髙谷の適時内野安打、川島の適時打で2点を入れこの回3点を先制する。ヤクルトは先発の石川を4回で諦めリリーフ陣を投入した。6回裏にもソフトバンクは2死2塁から明石の適時二塁打で4点目を挙げる。先発の武田は効率のいい投球で得点を許さず、9回もマウンドに上がり2死まで取ったが、畠山が1号2ラン本塁打を放ち2点を返す。だが次の雄平を打ち取り初戦をソフトバンクが取った。武田は日本シリーズ初完封を逃したものの完投勝利を挙げた。

### 第2戦
○ソフトバンク 4 - 0 ヤクルト●（福岡ヤフオク!ドーム）
- 始球式：海老沼匡（柔道男子66kg級日本代表[13]）

|              | 1 | 2 | 3 | 4 | 5 | 6 | 7 | 8 | 9 | R | H | E |
| ------------ | - | - | - | - | - | - | - | - | - | - | - | - |
| ヤクルト     | 0 | 0 | 0 | 0 | 0 | 0 | 0 | 0 | 0 | 0 | 3 | 0 |
| ソフトバンク | 0 | 0 | 0 | 2 | 0 | 2 | 0 | 0 | X | 4 | 8 | 0 |

1. 勝利：バンデンハーク（1勝）
2. 敗戦：小川（1敗）
3. 本塁打
ソ：李大浩1号（4回裏2ラン）、中村晃1号（6回裏ソロ）
4. 審判
［球審］丹波
［塁審］一塁: 佐々木、二塁: 佐藤、三塁: 有隅
［外審］左翼: 真鍋、右翼: 木内
5. 試合時間:3時間35分   観客:35764人

公式記録関係（NPB日本野球機構公式サイト内）
- 先発オーダー

| ヤクルト | ヤクルト | ヤクルト     |
| 打順     | 守備     | 選手         |
| -------- | -------- | ------------ |
| 1        | [中]     | 上田         |
| 2        | [三]     | 川端         |
| 3        | [二]     | 山田         |
| 4        | [一]     | 畠山         |
| 5        | [右]     | 雄平         |
| 6        | [指]     | バレンティン |
| 7        | [遊]     | 今浪         |
| 8        | [捕]     | 中村         |
| 9        | [左]     | 比屋根       |

| ソフトバンク | ソフトバンク | ソフトバンク |
| 打順         | 守備         | 選手         |
| ------------ | ------------ | ------------ |
| 1            | [右]         | 福田         |
| 2            | [二]         | 明石         |
| 3            | [中]         | 柳田         |
| 4            | [一]         | 李大浩       |
| 5            | [三]         | 松田         |
| 6            | [指]         | 長谷川       |
| 7            | [左]         | 中村         |
| 8            | [遊]         | 今宮         |
| 9            | [捕]         | 髙谷         |

ソフトバンクの先発はシーズン負けなしのバンデンハーク、ヤクルトは小川が先発した。この試合も序盤は点が入らなかったが4回裏にソフトバンクが無死一塁から李大浩がレフトスタンドへの先制2ラン本塁打を放つ。李大浩は2年連続で日本シリーズで本塁打を放った。5回も攻めるとヤクルトはこの回途中で小川を降板し秋吉にスイッチした。2死満塁となり松田を迎えたが三振に抑えた。6回裏ソフトバンクは1死から中村晃の1号ソロ本塁打で1点追加すると、さらに1死1.2塁から福田のタイムリーで1点追加しリードを4点に広げた。先発のバンデンハークは8回を無四球に抑えた。9回は抑えのサファテが上がり、無失点で抑えた。ソフトバンクがこれで連勝し、日本シリーズの連勝を前年から続いて6連勝となった。一方ヤクルトは打線に元気がなく、1992年の日本シリーズ第4戦以来、日本シリーズでは27試合ぶり4度目となる完封負けで連敗し、本拠地胴上げの可能性を消滅させてしまった。

### 第3戦
○ヤクルト 8 - 4 ソフトバンク●（明治神宮野球場）
- 国歌独唱：石井竜也（米米CLUB[14]）
- 始球式：村田諒太（プロボクサー。ロンドンオリンピック男子ミドル級金メダリスト[14]）

|              | 1 | 2 | 3 | 4 | 5 | 6 | 7 | 8 | 9 | R | H | E |
| ------------ | - | - | - | - | - | - | - | - | - | - | - | - |
| ソフトバンク | 0 | 2 | 0 | 1 | 1 | 0 | 0 | 0 | 0 | 4 | 8 | 0 |
| ヤクルト     | 2 | 0 | 1 | 0 | 2 | 0 | 0 | 3 | X | 8 | 8 | 0 |

1. 勝利：ロマン（1勝）
2. 敗戦：千賀（1敗）
3. 本塁打
ソ：今宮1号（4回表ソロ）、明石1号（5回表ソロ）
ヤ：山田1号（1回裏2ラン）、2号（3回裏ソロ）、3号（5回裏2ラン）、畠山2号（8回裏ソロ）
4. 審判
［球審］有隅
［塁審］一塁: 佐藤、二塁: 真鍋、三塁: 木内
［外審］左翼: 笠原、右翼: 佐々木
5. 試合時間：3時間38分 観客:31037人

公式記録関係（NPB日本野球機構公式サイト内）
- 先発オーダー

| ソフトバンク | ソフトバンク | ソフトバンク |
| 打順         | 守備         | 選手         |
| ------------ | ------------ | ------------ |
| 1            | [右]         | 福田         |
| 2            | [二]         | 明石         |
| 3            | [中]         | 柳田         |
| 4            | [一]         | 李大浩       |
| 5            | [三]         | 松田         |
| 6            | [左]         | 中村         |
| 7            | [遊]         | 今宮         |
| 8            | [捕]         | 髙谷         |
| 9            | [投]         | 中田         |

| ヤクルト | ヤクルト | ヤクルト     |
| 打順     | 守備     | 選手         |
| -------- | -------- | ------------ |
| 1        | [中]     | 上田         |
| 2        | [三]     | 川端         |
| 3        | [二]     | 山田         |
| 4        | [一]     | 畠山         |
| 5        | [右]     | 雄平         |
| 6        | [左]     | バレンティン |
| 7        | [遊]     | 今浪         |
| 8        | [捕]     | 中村         |
| 9        | [投]     | 杉浦         |

舞台を神宮に移しての第3戦、ヤクルトは杉浦、ソフトバンクは中田の先発となった。試合は初回から動いた。1回裏ヤクルトは1死1塁から山田の1号2点本塁打で先制する。ソフトバンクは2回表に2死2.3塁から杉浦の暴投で1点を返すと福田が適時打を放ち同点に追いつく。すると3回裏ヤクルトは2死から山田の2打席連続となる2号本塁打で勝ち越す。4回表にソフトバンクは今宮の1号本塁打で再び同点に追いつく。5回表にソフトバンクは明石の1号本塁打で勝ち越すと、1死後に李大浩に死球で出塁するとヤクルトは杉浦を降板させロマンをマウンドに挙げる。ロマンは起用に応え得点を許さなかった。5回裏ヤクルトは走者を出すとソフトバンクは先発の中田から千賀にスイッチし、2死1塁から山田の3打席連続となる3号2点本塁打で逆転。これで勢いづいたヤクルトは8回裏に1死から畠山が2号本塁打放つと2死1.3塁となってから中村の適時二塁打で2点を入れ、計3点を追加して試合を決めた。ヤクルトは福岡で眠っていた打線がようやく開花してシリーズ初勝利を挙げた。この試合がヤクルトの平成最後の日本シリーズ勝利となった。ソフトバンクは投手陣が踏ん張れず初黒星を喫した。

### 第4戦
●ヤクルト 4 - 6 ソフトバンク○(明治神宮野球場）
- 始球式：三宅宏実（ロンドンオリンピック女子ウエイトリフティング48kg級銀メダリスト）

|              | 1 | 2 | 3 | 4 | 5 | 6 | 7 | 8 | 9 | R | H | E |
| ------------ | - | - | - | - | - | - | - | - | - | - | - | - |
| ソフトバンク | 1 | 0 | 4 | 0 | 0 | 1 | 0 | 0 | 0 | 6 | 6 | 1 |
| ヤクルト     | 0 | 0 | 0 | 1 | 0 | 3 | 0 | 0 | 0 | 4 | 9 | 1 |

1. 勝利：攝津（1勝）
2. セーブ：サファテ（1S）
3. 敗戦：館山（1敗）
4. 本塁打
ソ：細川1号ソロ（6回表）
5. 審判
［球審］木内
［塁審］一塁: 真鍋、二塁: 笠原、三塁: 佐々木
［外審］左翼: 丹波、右翼: 佐藤
6. 試合時間: 4時間6分  観客: 31288人

公式記録関係（NPB日本野球機構公式サイト内）
- 先発オーダー

| ソフトバンク | ソフトバンク | ソフトバンク |
| 打順         | 守備         | 選手         |
| ------------ | ------------ | ------------ |
| 1            | [右]         | 福田         |
| 2            | [二]         | 明石         |
| 3            | [中]         | 柳田         |
| 4            | [一]         | 李大浩       |
| 5            | [三]         | 松田         |
| 6            | [左]         | 中村         |
| 7            | [遊]         | 今宮         |
| 8            | [捕]         | 細川         |
| 9            | [投]         | 攝津         |

| ヤクルト | ヤクルト | ヤクルト     |
| 打順     | 守備     | 選手         |
| -------- | -------- | ------------ |
| 1        | [中]     | 上田         |
| 2        | [三]     | 川端         |
| 3        | [二]     | 山田         |
| 4        | [一]     | 畠山         |
| 5        | [右]     | 雄平         |
| 6        | [左]     | バレンティン |
| 7        | [遊]     | 今浪         |
| 8        | [捕]     | 中村         |
| 9        | [投]     | 館山         |

ヤクルトは館山、ソフトバンクは攝津の先発で始まった。1回表にソフトバンクは李大浩が1死1.2塁からレフトへの先制タイムリーヒットで1点を先制する。3回表にはまたもや李大浩が無死満塁からセンターへ走者一掃となるタイムリー二塁打で3点、さらに細川がランナー一・二塁からタイムリー二塁打で1点を入れ5点にリードを広げる。ヤクルトは先発の館山を3回で諦めた。4回裏にヤクルトは中村の二塁ゴロの間に1点を返す。だが後が続かずこの回は1点のみで終わった。6回表、ソフトバンクはシーズンでは本塁打のなかった細川が左中間へのソロ本塁打を放ちリードを広げる。ヤクルトは6回裏に無死満塁のチャンスを作ると先発の攝津から2番手の森をマウンドに送る。1死後、上田がレフトへ2点タイムリー二塁打を放つと続く川端の遊撃ゴロの間に1点を返した。だが後が続かなかった。その後はソフトバンクのリリーフ陣がヤクルト打線に得点を許さずこのまま逃げ切った。ソフトバンクは2年連続日本一に王手を賭けた。一方ヤクルトは先発の館山が誤算で崖っぷちに立たされた。
ヤクルトは、神宮球場で開催された日本シリーズにおいて、1995年第5戦以降、前日の第3戦まで8連勝していたが、この試合に敗れ本拠地での連勝は8でストップした。

### 第5戦
●ヤクルト 0 - 5 ソフトバンク○(明治神宮野球場）
- 始球式：ヤクルト・ジュニアチームの選手

|              | 1 | 2 | 3 | 4 | 5 | 6 | 7 | 8 | 9 | R | H  | E |
| ------------ | - | - | - | - | - | - | - | - | - | - | -- | - |
| ソフトバンク | 0 | 0 | 0 | 2 | 2 | 0 | 0 | 0 | 1 | 5 | 10 | 0 |
| ヤクルト     | 0 | 0 | 0 | 0 | 0 | 0 | 0 | 0 | 0 | 0 | 5  | 1 |

1. 勝利：スタンリッジ（1勝）
2. 敗戦：石川（2敗）
3. 本塁打
ソ：李大浩2号（4回表2ラン）
4. 審判
［球審］佐々木
［塁審］一塁: 笠原、二塁: 丹波、三塁: 佐藤
［外審］左翼: 有隅、右翼: 真鍋
5. 試合時間:3時間36分   観客:31239人

公式記録関係（NPB日本野球機構公式サイト内）
- 先発オーダー

| ソフトバンク | ソフトバンク | ソフトバンク |
| 打順         | 守備         | 選手         |
| ------------ | ------------ | ------------ |
| 1            | [左]         | 川島         |
| 2            | [二]         | 明石         |
| 3            | [中]         | 柳田         |
| 4            | [一]         | 李大浩       |
| 5            | [三]         | 松田         |
| 6            | [右]         | 中村         |
| 7            | [遊]         | 今宮         |
| 8            | [捕]         | 鶴岡         |
| 9            | [投]         | スタンリッジ |

| ヤクルト | ヤクルト | ヤクルト     |
| 打順     | 守備     | 選手         |
| -------- | -------- | ------------ |
| 1        | [中]     | 上田         |
| 2        | [三]     | 川端         |
| 3        | [二]     | 山田         |
| 4        | [一]     | 畠山         |
| 5        | [左]     | バレンティン |
| 6        | [遊]     | 今浪         |
| 7        | [右]     | 雄平         |
| 8        | [捕]     | 中村         |
| 9        | [投]     | 石川         |

- ヤクルトは第1戦に先発した石川、ソフトバンクはスタンリッジが先発した。序盤は無得点もソフトバンクは4回表に1死3塁から李大浩がレフトスタンドへのシリーズ2号先制2ラン本塁打で先制する[16]。5回表には明石が一死満塁から左翼へのタイムリーヒット、さらに柳田の一塁ゴロの間にランナーが帰り4点を追加した。先発の石川はこの回途中でマウンドを降り、ヤクルトはこれで5試合続けて先発投手が5回まで投げ切ることができなかった。スタンリッジは6回までを投げて無失点に抑えリリーフ陣に後を託した。ヤクルトもリリーフ陣が粘り9回には抑えのバーネットが登板したが、ソフトバンクは先頭の本多がヒットで出塁すると、2死3塁となってから柳田がセンターへのタイムリーヒットで1点追加し5－0とリードを広げた。ソフトバンクは9回にサファテを投入すると3者凡退に抑えゲームセット。ソフトバンクが2年連続日本一を成し遂げた。なお日本シリーズ連覇は21世紀になってからはソフトバンクが初めて記録し、日本シリーズ連覇も1990年、1991年、1992年に西武が日本シリーズ3連覇を記録して以来23年ぶりとなった。一方ヤクルトは5試合全て先発投手が5回まで投げ切ることができずに終わるなど投手陣の不振が響いた他、打線も山田以外はほとんど目立った活躍ができず本シリーズ2試合目の完封負け、日本シリーズ史上球団ワーストの1勝しか挙げられず、23年ぶりの日本シリーズ敗退を喫し14年ぶりの日本一はならず。この試合がヤクルトの平成最後の日本シリーズ試合となった。セ・リーグを含めて元号を跨かずでの平成最後による同一球団での日本シリーズ連覇はこの年のソフトバンクが最後となった[17]。

## 表彰選手
- MVP（最優秀選手、1名）：李大浩（福岡ソフトバンクホークス）
  - 外国人選手がMVPに表彰されたのは、1996年・オリックスVS巨人のトロイ・ニール（オリックス・ブルーウェーブ）以来19年ぶり7人目。韓国籍の選手の受賞はシリーズ史上初。
- 優秀選手（3名）：武田翔太・リック・バンデンハーク・明石健志（いずれも福岡ソフトバンクホークス）
- 敢闘賞（1名）：山田哲人（東京ヤクルトスワローズ）

## 記録

### チーム
- 先発全員安打：福岡ソフトバンクホークス（第1戦） ※1966年第6戦の巨人、2013年第3戦の楽天に次いで日本シリーズ史上3度目

### 個人
- 1試合3本塁打・3打席連続本塁打：山田哲人（東京ヤクルトスワローズ） ※日本シリーズ初[19][20]

## テレビ・ラジオ中継

### テレビ中継
第1戦
- TBSテレビ（TBS）系列[24]
  - 放送時間
    - （第1部）18:00 - 18:30[25]
    - （第2部）18:30 - 21:39（番組全体で45分延長）

  - TBSテレビ・RKB毎日放送共同製作。
- NHK BS1[26]
  - 放送時間：18:15 - 21:50
- TBSチャンネル2（有料CS）[27]
  - 放送時間：翌3:00 - 8:00

第2戦
- テレビ東京（TX）系列[28]
  - 放送時間
    - （第1部）18:30 - 19:00
    - （第2部）19:00 - 22:18（番組全体で30分延長）

  - 製作協力・TVQ九州放送、製作著作・テレビ東京。
- NHK BS1[26]
  - 放送時間：18:15 - 21:50

第3戦
- フジテレビ（CX）系列[29][30]
  - 放送時間：18:00 - 22:09（75分延長）
- NHK BS1[31]
  - 放送時間：18:00 - 21:50
- フジテレビONE スポーツ・バラエティ（有料CS）[32]
  - 放送時間：18:00 - 23:00

第4戦
- フジテレビ（CX）系列[29][33]
  - 放送時間：18:00 - 22:39（105分延長）
  - クロスネット局のテレビ大分では中継なし[34]。
- フジテレビONE スポーツ・バラエティ（有料CS）[32]
  - 放送時間：18:00 - 23:00

第5戦
- フジテレビ（CX）系列[35]
  - 放送時間：18:00 - 22:09（75分延長）
- フジテレビONE スポーツ・バラエティ（有料CS）[32]
  - 放送時間：18:00 - 23:00

※第6戦以降実施の場合は以下の各局で放送予定であった。
第6戦
- テレビ朝日（EX）系列[36]
- NHK BS1[31]

第7戦
- フジテレビ（CX）系列[37]
- NHK BS1[31]
- フジテレビONE スポーツ・バラエティ（有料CS）[32]

※視聴率は（ビデオリサーチ調べ）、第1戦（18時30分以降）は9.3%（関東）、29.9%（北部九州）。 第2戦（19時以降）は7.3%（関東）、24.4%（北部九州）。第3戦は9.4%（関東）、24.4%（北部九州）。第4戦は12.5%（関東）、31.7%（北部九州）。第5戦は12.3%（関東）、35.5%（北部九州）だった。

### ラジオ中継
第1戦
- RKBラジオ（JRNネット[38]）
  - （ネット受けでの放送：MRO、SBS、CBC、ABC、RSK）
- KBCラジオ（NRNネット[39]）
  - （ネット受けでの放送：STV、FBC、SF、MBS、JRT、RNB、RKC、KRY、OBS、MRT）
- TBSラジオ ≪関東広域圏ローカル[40]≫
- ニッポン放送（LF）≪関東広域圏ローカル[41]≫
- 文化放送（QR）≪関東広域圏ローカル[42]≫
- NHKラジオ第1放送（全国放送、途中ニュース・気象情報あり[43]）

第2戦
- RKBラジオ（JRNネット[38]）
  - （ネット受けでの放送：MRO、SBS、CBC、ABC、RSK）
- KBCラジオ（NRNネット[39]）
  - （ネット受けでの放送：STV、FBC、SF、MBS、JRT、RNB、RKC、KRY、OBS、MRT）
- TBSラジオ ≪関東広域圏ローカル[40]≫
- ニッポン放送（LF）≪関東広域圏ローカル[41]≫
- 文化放送（QR）≪関東広域圏ローカル[42]≫
- NHKラジオ第1放送（全国放送、途中ニュース・気象情報あり[43]）

第3戦
- TBSラジオ（JRNネット[40]）
  - （ネット受けでの放送：MRO、CBC、SBS、MBS、RSK、OBS）
- 文化放送（QR、NRNネット[42]）
  - （ネット受けでの放送：STV、FBC、SF、ABC、JRT、RNB、RKC、KRY、KBC、MRT）
- ニッポン放送（LF）≪関東広域圏ローカル[41]≫
- RKBラジオ ≪福岡県ローカル[38]≫
- NHKラジオ第1放送（全国放送、途中ニュース・気象情報あり[43]）

第4戦
- TBSラジオ（JRNネット[40]）
  - （ネット受けでの放送：MRO、SBS、CBC、MBS、RSK、OBS）
- ニッポン放送（LF、NRNネット[41]）
  - （ネット受けでの放送：STV、FBC、SF、ABC、JRT、RNB、RKC、KRY、KBC、MRT）
- 文化放送（QR）≪関東広域圏ローカル[42]≫
- RKBラジオ ≪福岡県ローカル[38]≫
- NHKラジオ第1放送（全国放送、途中ニュース・気象情報あり[43]）

第5戦
- TBSラジオ（JRNネット[40]）
  - （ネット受けでの放送：MRO、SBS、CBC、MBS、RSK、OBS）
- 文化放送（QR、NRNネット[42]）
  - （ネット受けでの放送：STV、FBC、SF、ABC、JRT、RNB、RKC、KRY、KBC、MRT）
- ニッポン放送（LF）≪関東広域圏ローカル[41]≫
- RKBラジオ ≪福岡県ローカル[38]≫
- NHKラジオ第1放送（全国放送、途中ニュース・気象情報あり[43]）

※第6戦以降実施の場合は以下の各局で放送予定であった。
第6戦
- RKBラジオ（JRNネット[38]）
  - （ネット受けでの放送：TBS[40]、CBC、ABC）
- KBCラジオ（NRNネット[39]）
  - （ネット受けでの放送：STV、MBS）
- ニッポン放送（LF）≪関東広域圏ローカル[41]≫
- 文化放送（QR）≪関東広域圏ローカル[42]≫
- NHKラジオ第1放送（全国放送、途中ニュース・気象情報あり[43]）

第7戦
- RKBラジオ（JRNネット[38]）
  - （ネット受けでの放送：TBS[40]、CBC、ABC）
- KBCラジオ（NRNネット[39]）
  - （ネット受けでの放送：STV、MBS）
- ニッポン放送（LF）≪関東広域圏ローカル[41]≫
- 文化放送（QR[42]）
- NHKラジオ第1放送（全国放送、途中ニュース・気象情報あり[43]）